# Steeve Yago
Steeve Yago   (Sarcelles, 16 de desembre de 1992) és un exfutbolista de Burkina Faso de la dècada de 2010.
Fou internacional amb la selecció de futbol de Burkina Faso.
Pel que fa a clubs, destacà a Toulouse FC i Le Havre AC.